# Rhinolophus episcopus
Rhinolophus episcopus — вид рукокрилих ссавців з родини підковикових.

## Таксономічна примітка
Таксон відокремлено від R. macrotis.

## Середовище проживання
Країни проживання: Китай, В'єтнам.